# Гольц (Люксембург)
Гольц (люксемб. Holz) — містечко в комуні Рамбрух, кантон Реданж, округ Дикірх, Люксембург.

## Географія
Розташоване на заході Люксембургу в 30 кілометрах на північний захід від міста Люксембург.

## Історія
Спочатку містечко входило до комуни Перл. 1 січня 1979 року, у результаті злиття комун, увійшло до комуни Рамбрух.

## Населення
Станом на 2012 рік населення Гольц становила 196 осіб. у 2014 році — 212 осіб.
| 2001  | 2005  | 2012  | 2014  |
| ----- | ----- | ----- | ----- |
| → 185 | → 185 | ↗ 196 | ↗ 212 |

## Клімат
| Кліматограма Гольца                                                                             | Кліматограма Гольца | Кліматограма Гольца | Кліматограма Гольца | Кліматограма Гольца | Кліматограма Гольца | Кліматограма Гольца | Кліматограма Гольца | Кліматограма Гольца | Кліматограма Гольца | Кліматограма Гольца | Кліматограма Гольца |
| ----------------------------------------------------------------------------------------------- | ------------------- | ------------------- | ------------------- | ------------------- | ------------------- | ------------------- | ------------------- | ------------------- | ------------------- | ------------------- | ------------------- |
| С                                                                                               | Л                   | Б                   | К                   | Т                   | Ч                   | Л                   | С                   | В                   | Ж                   | Л                   | Г                   |
| 132 −2 −6                                                                                       | 83 4 −4             | 36 9 −2             | 66 15 3             | 124 19 8            | 107 21 10           | 113 23 10           | 78 21 10            | 82 17 8             | 138 12 5            | 100 7 −2            | 158 −2 −5           |
| Середня макс. і мін. температури повітря (°C) Атмосферні опади (мм), за рік : 1217 мм. Джерело: |                     |                     |                     |                     |                     |                     |                     |                     |                     |                     |                     |